# Echonitor euroxestus
Echonitor euroxestus är en snäckart som beskrevs av Tom Iredale 1937. Echonitor euroxestus ingår i släktet Echonitor och familjen Helicarionidae. Inga underarter finns listade i Catalogue of Life.